# Tycherus bellicornis
Tycherus bellicornis är en stekelart som först beskrevs av Wesmael 1845.  Tycherus bellicornis ingår i släktet Tycherus och familjen brokparasitsteklar. Arten är reproducerande i Sverige. Inga underarter finns listade i Catalogue of Life.